# پروومایسکی (شهرستان آبزلیلوفسکی، باشقیرستان)
پروومایسکی (به لاتین: Pervomaysky) یک منطقهٔ مسکونی در روسیه است که در باشقیرستان واقع شده‌است.